# Referendum sullo scioglimento dell'Unione con la Svezia
Il referendum sullo scioglimento dell'Unione con la Svezia si tenne in tutta la Norvegia il 13 agosto 1905. Fu approvato da quasi il 100% degli elettori, con solo 184 voti contrari alla proposta.

## Antefatti
Il 27 maggio 1905 lo Storting approvò una proposta di legge sostenuta dal governo di Christian Michelsen che chiedeva l'istituzione di consolati norvegesi separati, nonostante, ai sensi dell'Unione, Norvegia e Svezia condividessero una politica estera comune. Il re Oscar II di Svezia pose il veto sulla legge. Invece di controfirmarlo come richiesto dal re, il governo si dimise. Il sovrano rifiutò di accettare le dimissioni, sostenendo di non poter formare un governo sostitutivo. Il 7 giugno lo Storting dichiarò la fine dell'Unione sulla base del fatto che Oscar II di Svezia aveva effettivamente abbandonato le sue funzioni di re di Norvegia non essendo riuscito a nominare un nuovo governo. Il governo svedese si disse pronto a sciogliere l'Unione, a condizione che il popolo norvegese accettasse la proposta con un referendum.
La domanda posta agli elettori (all'epoca solo gli uomini avevano il diritto di voto in Norvegia) era se approvassero la "dissoluzione dell'Unione già completata" («den stedfundne Opløsning af Unionen»). La formulazione della domanda fu attentamente considerata per chiarire che lo Storting aveva già decretato lo scioglimento dell'Unione  anche se il governo svedese insistette sul fatto che potesse essere sciolto solo con mutuo consenso.
Lo Storting annunciò il referendum il 27 luglio in previsione delle richieste svedesi, evitando così l'apparenza che era stata programmata una risposta alle richieste di Stoccolma.
Sebbene le donne non avessero votato, le suffragette norvegesi avviarono una campagna per raccogliere firme a favore dello scioglimento. Furono in grado di raccoglierne 244.765 in due settimane.

## Risultati

Furono utilizzate sia schede elettorali stampate che scritte a mano. Nell'immagine vi è una selezione dal fondo del Ministero della giustizia negli Archivi nazionali.

| Opzioni                | Voti    | %     |
| ---------------------- | ------- | ----- |
| Sì                     | 368 208 | 99,95 |
| No                     | 184     | 0,05  |
| Totale dei voti validi | 368 392 | 99,05 |
| Schede bianche o nulle | 3 519   | 0,95  |
| Totale votanti         | 435 376 | 85,40 |

## Commento al risultato
Ci fu un enorme sostegno popolare allo scioglimento dell'unione con la Svezia. Delle contee, solo tre contarono più di 10 voti contrari: Kristiania (15), Bratsberg (16) e Finnmark (15). A causa della scarsa popolazione, la percentuale di unionisti nell'ultima contea era pari allo 0,50%, che era di gran lunga la più alta del paese. Tra le città, Kristiania ebbe il maggior numero di voti a favore dell'unione (40). Un quinto degli unionisti viveva nella capitale. C'è motivo di credere che questi voti vennero dai 3 500 abitanti nati in Svezia. La percentuale di unionisti era tuttavia molto piccola anche in questo gruppo, circa l'1%.